# Claudia Alverà
Claudia Alverà (Cortina d'Ampezzo, 6 luglio 1966) è una giocatrice di curling italiana, del Curling Club Tofane.

## Carriera agonistica

### Nazionale
Il suo esordio con la nazionale italiana misti di curling è stato il campionato europeo misti del 2005, disputato ad Andorra: in quell'occasione l'Italia si piazzò al settimo posto. Con la nazionale misti partecipa a tre campionati europei misti.
Nel 2009 entra nella formazione della nazionale assoluta con cui ha partecipato a tre campionati mondiali ed a quattro campionati europei.
In totale Claudia vanta 81 presenze in azzurro. Il miglior risultato dell'atleta è il sesto posto ai campionati europei ottenuto sia nel 2011 a Mosca in Russia, sia nel 2012 a Karlstad in Svezia

### Campionati
Nazionale assoluta: 64 partite
- Mondiali
  - 2009 Gangneung ( Corea del Sud) 12°
  - 2012 Lethbridge ( Canada) 10°
  - 2013 Riga ( Lettonia) 10°
- Europei
  - 2009 Aberdeen ( Scozia) 9°
  - 2010 Champéry ( Svizzera) 12°
  - 2011 Mosca ( Russia) 6°
  - 2012 Karlstad ( Svezia) 6°

Nazionale misti: 17 partite
- Europei misti
  - 2005 Andorra ( Andorra) 7°
  - 2007 Madrid ( Spagna) 9°
  - 2008 Kitzbühel ( Austria) 9°

### Percentuale di gioco
Il campionato in cui è registrata la miglior prestazione di Claudia con la squadra nazionale è il mondiale del 2012 disputato a Lethbridge. In questo campionato giocò con una percentuale media di precisione dell'86% senza scendere mai sotto il 77%, toccando il massimo nella partita contro la Russia (vinta 10-6) dove la precisione è stata del 96%. Il campionato con la peggiore prestazione registrata è l'europeo del 2009 a Aberdeen. In questo campionato giocò con una percentuale media di precisione del 67%, toccando il minimo nella partita contro la Russia (persa 5-11) dove la precisione è stata del 47%.
- 2009 mondiale di Gangneung, precisione: 86% (lead)
- 2009 europeo di Aberdeen, precisione: 67% (second)
- 2011 europeo di Champéry, precisione: 76% (lead)
- 2012 mondiale di Lethbridge, precisione: 86% (lead)
- 2012 europeo di Karlstad, precisione: 69% (lead)
- 2013 mondiale di Riga, precisione: 75% (lead)

### Campionati italiani
Claudia ha preso parte ai campionati italiani di curling con il Curling Club Tofane ed è stata cinque volte campionessa d'Italia:
- Italiani assoluti
  - 2012  con Diana Gaspari, Giorgia Apollonio, Federica Apollonio e Stefania Menardi
  - 2011  con Giorgia Apollonio, Federica Apollonio, Stefania Menardi e Maria Gaspari
  - 2013  con Giorgia Apollonio, Federica Apollonio, Chiara Olivieri e Maria Gaspari
- Italiani misti
  - 2005  con Antonio Menardi, Alberto Menardi, Anna Ghiretti, Massimo Antonelli e Giorgia Apollonio
  - 2007  con Antonio Menardi, Fabio Alverà, Rosa Pompanin, Massimo Antonelli e Giorgia Casagrande
  - 2008  con Antonio Menardi, Fabio Alverà, Lucrezia Salvai, Massimo Antonelli e Giorgia Apollonio

## Altro
Claudia è sorella del giocatore di curling olimpionico Fabio Alverà, moglie del giocatore di curling Alberto Menardi e madre delle giocatrici di curling Giorgia e Federica Apollonio.